# ハミ空港
ハミ空港（ハミくうこう・哈密空港）は、中華人民共和国 新疆ウイグル自治区クムル市伊州区に位置する空港である。市街地中心部から12.5km離れている。
中国民用航空局の空港等級では「4C」クラスに指定されている。

## 沿革
- 1924年 : 民間飛行場を建設開始[8]。
- 1932年 : 上海-新疆-ソ連-ベルリン間の国際路線が就航開始[8]。
- 1934年 : 新たに空港を建設[5]。
- 1950年 : 中ソ民航公司が、酒泉-当空港-ウルムチ-アルマトイ線を就航開始[9]。
- 1964年 : 軍民共用空港化[9]。
- 1978年 : 民間使用を停止し、軍用空港化[9]。
- 1987年 : 民間使用再開に伴い、ウルムチ-当空港-敦煌線が就航開始[9]。
- 1990年 : 上記路線を運休し、再軍用空港化[9]。
- 2007年8月7日 : 軍民共用空港として民間使用を復活させる為の工事を着工開始[8]。
- 2008年12月5日 : 民間機の試験飛行が成功[5]。
- 2008年12月16日 : 正式に民間使用を再開により、再度 軍民共用空港化[9]。

## 就航路線
- 中国国際航空 : 北京/首都（2013年8月27日から就航開始予定 [10]）
- 中国南方航空 : ウルムチ[11]
- 華夏航空 : カラマイ[12]

## 註釈・参考資料
1. 1 2  ZWHMの空港情報 - Great Circle Mapper.
2. ↑  新疆哈密機場首次保障空軍特殊飛行任務（中国民用航空・航採網）
3. ↑  哈密機場（航空網）
4. ↑  Airports in China from AirfieldMaps.co.uk
5. 1 2 3 4  (図)哈密機場試飛成功 預計12月正式通航（亞心網）
6. ↑  哈密機場首航開通三条航線（新疆維吾爾自治区人民政府）
7. ↑  中国の空港等級（Blog）
8. 1 2 3  新疆哈密機場復航改拡建工程8月7日破土動工（航採網）
9. 1 2 3 4 5 6  新疆哈密機場停飛27年後　12月16日正式復航（民航資源網）
10. ↑  中国国際航空、北京発着で新疆ウイグル自治区の2都市へ就航 FlyTeam　2013年8月20日付
11. ↑  (HMI) Hami Airport Departures, Arrivals, and Information
12. ↑  1月1日华夏航空在克拉玛依新开4条航线